# 李鼎铭
李鼎铭（1881年—1947年12月11日）原名丰功，陕北开明乡绅，名医。1941年提出“精兵简政”倡议，受到中共中央重视，在陕甘宁边区施行，并逐渐推行到其它根据地，对各根据地战胜困难，提高工作效率起到了积极作用。

## 生平
李鼎铭出生于陕西米脂桃镇桃花峁。原在私塾任教，辛亥革命后，极力拥护孙中山的革命主张，在家乡倡导放足、剪辫子、禁赌、破除迷信和开办学校。1913年在米脂县创办临水寺国民小学并兼校长。1916年，受杜斌丞之聘，任榆林中学国文、数学教员。1918年底返乡创办桃镇高级小学，任校长。1923年，担任榆林道尹公署顾问、科长。1926年因病返故里，开始钻研中医，遂成良医。1934至—1935年任中国国民党米脂县米东区“肃反”委员会主任。1936年曾任米脂县财务委员会主席。
抗日战争爆发后，李鼎铭拥护中国共产党抗日民族统一战线政策和团结抗日的政治主张。1941年陕甘宁边区为加强根据地民主政权的建设，开展普选运动，李鼎铭被选为米脂县参议长，陕甘宁边区参议员、副议长。是年冬，在边区第二届第一次参议会上，当选为陕甘宁边区政府副主席。针对陕甘宁边区遭受围困封锁，经济严重困难的实际情况，李鼎铭等人提出了“精兵简政”的倡议，受到中共中央和毛泽东的高度重视。“这个办法很好，是改造我们主观主义、官僚主义、形式主义的对症药”。并推广到各根据地施行。1944年，再次当选为陕甘宁边区政府副主席。
1946年4月，在陕甘宁边区第三届参议会第一次会议上，李鼎铭第三次当选为陕甘宁边区政府副主席。李鼎铭任边区副主席期间，对边区的统一战线、文教卫生都有较大的贡献。1947年12月11日，李鼎铭在陕甘宁边区政府临时驻地绥德义合镇突患脑溢血病故。追悼会上，中共中央、毛泽东、陕甘宁边区政府都送了挽词，并将米脂县桃镇小学命名为“桃镇鼎铭学校”，以示纪念。

## 著作
- 《傅青主女科全册汤头歌诀》
- 《中国哲学思想体系与民族传统概念》。